# Klaus Eichhammer
Klaus Eichhammer (* 10. November 1952 in Regensburg) ist ein deutscher Kameramann.

## Leben
Nach dem Abitur 1971 und Zivildienst in Regensburg studierte Klaus Eichhammer von 1976 bis 1980 an der Hochschule für Fernsehen und Film München. Seit 1981 ist er als freier Kameramann für Kino und Fernsehen tätig. Eichhammer arbeitet seit 1992 regelmäßig mit dem Regisseur Rainer Kaufmann zusammen und hat mit ihm mehr als 40 Langfilme realisiert. Daneben arbeitete er mit Regisseuren wie Dominik Graf, Hans-Christian Schmid, Bernd Schadewald, Sherry Hormann, Maria Knilli, Werner Masten und Martin Weinhart.
Eichhammer ist Mitglied im Berufsverband Kinematografie (BVK).

## Filmografie (Auswahl)
- 1982: Das Glück beim Händewaschen
- 1984: Im Himmel ist die Hölle los
- 1984: Verbotene Hilfe (von Liliane Targownik)
- 1985: Drei gegen Drei
- 1985: Tatort: Das Haus im Wald (Fernsehreihe)
- 1985: Lieber Karl
- 1986: Die Walsche
- 1986: Meier
- 1986: Tatort: Schwarzes Wochenende
- 1988: Tatort: Pleitegeier
- 1989: Tatort: Schmutzarbeit
- 1989: Follow Me
- 1990: Spieler
- 1990: Neuner
- 1991: Leise Schatten
- 1991: Tatort: Die chinesische Methode
- 1992: Tatort: Blindekuh
- 1992: Tatort: Experiment
- 1993: Durst
- 1993: Schicksalsspiel (Fernsehfilm)
- 1994: Angst (Fernsehfilm)
- 1994: Unschuldsengel
- 1995: Japaner sind die besseren Liebhaber
- 1995: Nach Fünf im Urwald
- 1995: Stadtgespräch
- 1997: Die Apothekerin
- 1998: 23 – Nichts ist so wie es scheint
- 1999: Long Hello & Short Goodbye
- 2000: Kalt ist der Abendhauch
- 2001: Das Sams
- 2001: Herz im Kopf (mehrere Teile)
- 2002: Und die Braut wusste von nichts (Fernsehfilm)
- 2003: Der Job seines Lebens (Fernsehfilm)
- 2004: Bella Block: Das Gegenteil von Liebe (Fernsehreihe)
- 2004: Die Kirschenkönigin (Fernseh-Dreiteiler)
- 2005: Marias letzte Reise (Fernsehfilm)
- 2005: Schiller (Fernsehfilm)
- 2005: Sperling – Sperling und die Katze in der Falle (Fernsehreihe)
- 2006: Bella Block: Blackout
- 2006: Vier Töchter
- 2007: Ein fliehendes Pferd
- 2007: Vorne ist verdammt weit weg
- 2008: Das Beste kommt erst (Fernsehfilm)
- 2008: Ein starker Abgang (Fernsehfilm)
- 2009: Ellas Geheimnis (Fernsehfilm)
- 2009: Erntedank. Ein Allgäu-Krimi
- 2010: In aller Stille (Fernsehfilm)
- 2010: Tatort: Der letzte Patient
- 2010: Bella Block: Das schwarze Zimmer
- 2010: Es war einer von uns
- 2011: Blaubeerblau (Fernsehfilm)
- 2012: Milchgeld. Ein Kluftingerkrimi
- 2013: Seegrund. Ein Kluftingerkrimi
- 2013: Stiller Abschied (Fernsehfilm)
- 2013: Beste Bescherung
- 2014: Tatort: Der Wüstensohn
- 2014: Ich will dich
- 2017: Kalt ist die Angst
- 2017: Polizeiruf 110: Nachtdienst
- 2017: Tatort: Die Liebe, ein seltsames Spiel
- 2017: Die Puppenspieler (Fernsehzweiteiler)
- 2018: Bella Block: Am Abgrund
- 2018: Schwartz & Schwartz: Mein erster Mord
- 2019: Und wer nimmt den Hund?
- 2020: Polizeiruf 110: Heilig sollt ihr sein!
- 2021: Tatort: Murot und das Prinzip Hoffnung

## Auszeichnungen
- Deutscher Kamerapreis 1994 für Schicksalsspiel
- Best Cinematography für Durst, Festival des jungen europäischen Kinos Valencia 1994
- Best Cinematography für Die Apothekerin, Málaga International Week of Fantastic Cinema 1999